# Kádár László Gábor
Kádár László Gábor OCist (Eger, 1927. szeptember 2. – Eger, 1986. december 20.) ciszterci szerzetes, veszprémi püspök, majd egri érsek.

## Pályafutása
Középiskolai tanulmányait szülővárosában végezte a ciszterciek által vezetett Szent Bernát Gimnáziumban Keszthelyi Ferenccel és Kovács Endre Gergellyel együtt (szintén későbbi ciszterci szerzetesek és püspökök), ahol a cserkészcsapatnak is mindhárman tagjai voltak, valamint Szatmárnémetiben. 1945-ben érettségizett, majd ugyanebben az évben  november 4-én lépett a ciszterci rend tagjai közé Zircen; rendi neve a Gábor lett. A teológiát Zircen és Budapesten végezte. 1950. február 16-án tett ünnepélyes fogadalmat, Badalik Bertalan püspök Budapesten a Rózsafüzér királynője-templomban szentelte pappá június 16-án.
Az Egri főegyházmegyében szolgált; először Felsőtárkányban, 1960-tól Bélapátfalván, majd 1965-től Egerben, a Nagyboldogasszony plébánián volt káplán. 1966-tól Egerben érseki jegyző és másodtitkár. 1968 és 1970 között Párizsban tanult az Institut Catholique-on.

### Püspöki pályafutása
1972. február 8-ától saetabisi címzetes püspökké és veszprémi segédpüspökké nevezték ki. Március 16-án szentelte püspökké Budapesten Ijjas József kalocsai érsek. 1974. február 2-ától veszprémi apostoli kormányzó, 1975. január 10-étől megyés püspök. Veszprémben korszerűsítette a székesegyházat, központi fűtéssel látta el a püspöki palotát és elindította annak teljes külső tatarozását.
1978. március 2-án áthelyezték az egri érseki székre. 1976–1986 között az Országos Egyházművészeti Tanács elnöke. Megíratta és kiadatta az egri püspökök és plébániák történetét, valamint Pyrker János László érsek életrajzát.
1961-ben az állambiztonság III/III-1 osztálya (egyházi elhárítás) beszervezte, a hírszerzésnek is dolgozott, haláláig aktív kapcsolatként tartották nyilván „Németh László” és „Noggel” fedőnéven.